# Národní akademie věd Běloruska

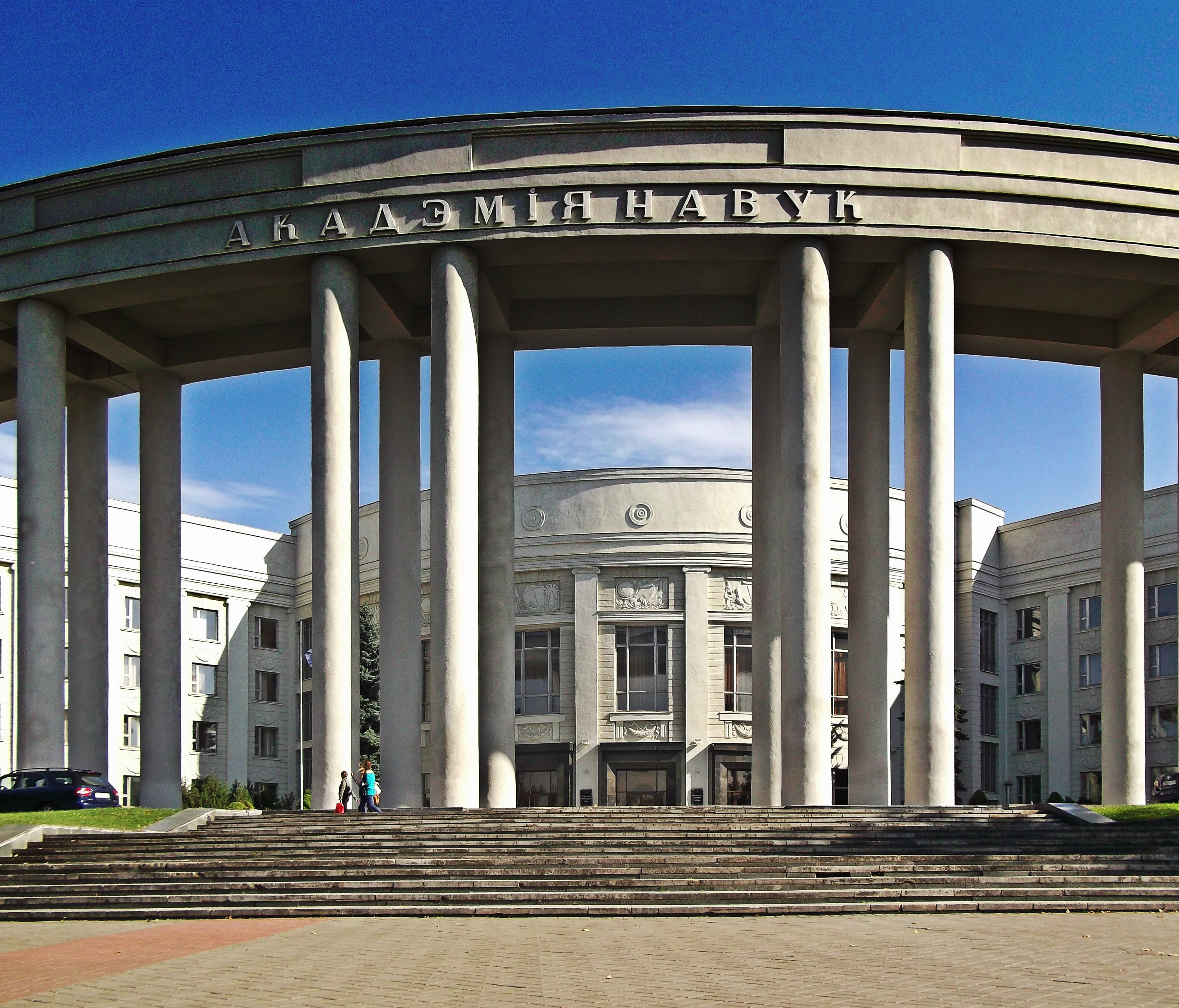
Sídlo akademie

Národní akademie věd Běloruska (bělorusky: Нацыянальная акадэмія навук Беларусі) je učená společnost se sídlem v běloruském hlavním městě Minsku. Akademie vznikla v roce 1928, nicméně navazovala na organizaci Institut běloruské kultury (Inbelkult) založenou roku 1922 Ściapanem Niekraševičem (popraven během stalinské Velké čistky v roce 1937). V letech 1928–1936 se nazývala Běloruská akademie věd, v letech 1936–1991 Akademie věd Běloruské SSR, v letech 1991–1997 Akademie věd Běloruska, od roku 1997 nese současný název. Prvním prezidentem akademie byl politik Usievalad Ihnatoŭski, roku 1931 během stalinských čistek raději spáchal sebevraždu. Kromě řady výzkumných center akademie v současnosti řídí Ústřední vědeckou knihovnu Janka Kupaly, Běloruskou zemědělskou knihovnu, Ústřední vědecký archiv a tři muzea (historie, staré kultury a geologické). Má též vlastní nakladatelství Běloruská věda (dříve Navuka i Tekhnika). Pod její střechou pracuje asi 5900 vědců. Sídlí v budově na Třídě nezávislosti navržené architektem Josifem Langbardem, jež byla dokončena roku 1939. Dnes je národní kulturní památkou.